# Javon Kinlaw
Javon Kinlaw (Trinidad e Tobago, 3 ottobre 1997) è un giocatore di football americano statunitense che milita nel ruolo di defensive tackle per i Washington Commanders della National Football League (NFL).

## Carriera universitaria
Kinlaw giocò per un anno al Jones County Junior College nel 2016 prima di trasferirsi alla University of South Carolina. Nel suo primo anno con i Gamecocks nel 2017, disputò 13 partite, di cui 10 come titolare, con 20 tackle. Nel 2018 partì come titolare in tutte le 12 partite e mise a segno 38 placcaggi e 4,5 sack. Nella sua ultima stagione fu inserito nella formazione ideale della Southeastern Conference.

## Carriera professionistica

### San Francisco 49ers
Kinlaw fu scelto nel corso del primo giro (14º assoluto) del Draft NFL 2020 i San Francisco 49ers. Debuttò come professionista nella gara del primo turno contro gli Arizona Cardinals mettendo a segno un tackle. A fine stagione fu inserito nella formazione ideale dei rookie dalla Pro Football Writers Association dopo avere fatto registrare 33 placcaggi, 1,5 sack, un intercetto e 4 passaggi deviati in 14 presenze.

### New York Jets
L'11 marzo 2024 Kinlaw firmò un contratto di un anno con i New York Jets.

## Palmarès

### Franchigia
- National Football Conference Championship: 1

San Francisco 49ers: 2023

### Individuale
- PFWA All-Rookie Team - 2020